# Riskykidd
Shane Schuller (Londres; 17 de junio de 1994) más conocido artísticamente como Riskykidd, es un rapero y músico británico.

## Biografía
Su madre es jamaicana y su padre es alemán. Desde niño ha demostrado su grandísima afición por la música, ya que a corta edad comenzó tocando diferentes instrumentos. Años más tarde en el 2010, se trasladó a vivir a la ciudad de Atenas, Grecia. Una vez allí se convirtió en un rapero y músico conocido, e incluso firmó un contrato con la discográfica griega Panik Records.
Es conocido por las canciones Party All The Time —junto con Helena Paparizou y Courtney Parker— con la que ganó el premio MAD Video Music Awards 2013 a la mejor colaboración y las canciones The Sun y Angel, que las utilizó para la selección nacional de Eurovisión, la cual quedó finalista.
Actualmente, se volvió a presentar a la selección nacional con la canción Rise Up y fue elegido junto al dúo musical de rap Freaky Fortune —compuesto por Nick Raptakis y Theofilos Pouzbouris—, para representar a Grecia en el Festival de la Canción de Eurovisión 2014, que se celebró en el B&W Hallerne de Copenhague, Dinamarca.

## Discografía

### Sencillos
- 2012: All the Time, (Sencillo de Playmen feat. Helena Paparizou & Courtney).
- 2013: Rhythm Is a Dancer, (con HouseTwins y Courtney).
- 2013: Angel, (Alex Leon Feat. Giorgina).
- 2013: The Sun, (Alex Leon feat. Demy & Epsilon).
- 2013: I Can't Breath, (Kostas Martakis & Christina Salti).
- 2013: Radio, (Lunatic Feat. RiskyKidd & Josephine).
- 2014: Rise Up, (con Freaky Fortune).